# Armorica

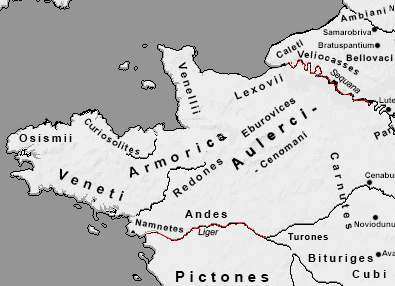
Mappa dell'Armorica.

Armorica o Aremorica è il nome che nell'antichità era dato all'odierna Bretagna e ai territori compresi tra la Senna e la Loira. Il nome armoar significa, in gallico, costa, cioè "terre sul mare", in contrapposizione con l'interno di tale penisola definito argoat.

## Storia
Nella sua Naturalis historia, Plinio il Vecchio (I secolo d.C.) sostiene che l'Armorica era l'antico nome per indicare l'Aquitania, affermando che i confini meridionali dell'Armorica si estendevano fino ai Pirenei. E poi elenca i popoli che l'abitavano: Edui e Carnuti, che avevano trattati con Roma, Neldi e Secusiani, che avevano una certa indipendenza, Boi, Senoni, Aulerci, Eburovici e Cenomani, Parisi, Tricassi, Anducavi, Viducassi, Bodiocassi, Venelli, Veneti, Coriosoliti, Diablinti, Redoni, Turoni e Atseui.
Tra l'Armorica e la Britannia esistevano rapporti commerciali da lungo tempo, come attesta Diodoro Siculo, lascia intendere Plinio e dimostra anche l'archeologia. Dato che i popoli armoricani erano stati aiutati dai Britanni durante le loro rivolte contro il dominio romano, nel 55 e nel 54 a.C. Gaio Giulio Cesare fece due spedizioni in Britannia.
In età imperiale, l'Armorica divenne parte della provincia della Gallia Lugdunense, la cui capitale era Lione. Con la riorganizzazione dell'Impero nel IV secolo, l'Armorica fu collocata nella seconda o terza suddivisione della Lugdunense. Dopo che agli inizi del V secolo i romani lasciarono la Britannia, la popolazione locale scacciò i magistrati romani. L'Armorica si ribellò per due volte nella prima metà del V secolo contro il governo centrale di Roma (evento che ha ispirato la saga fumettistica di Asterix, anche se tale fumetto è ambientato molto prima, e cioè durante il governo di Giulio Cesare). Secondo i Getica di Jordanes, gli armoricani e altre tribù celtiche e germaniche combatterono al fianco del generale romano Flavio Ezio e del re visigoto Teodorico nella vittoriosa battaglia combattuta nel 451 contro gli unni di Attila ai Campi Catalaunici (Châlons-en-Champagne).
Tra V e VII secolo, forse perché spinti dall'invasione anglosassone, molti Britanni lasciarono la loro terra e si insediarono in Armorica sotto la guida dei santi Samson di Dol e Pol Aureliano, che sono annoverati tra i "santi fondatori" della Bretagna. Infatti, l'Armorica occidentale divenne la Bretagna, quando nel IX e agli inizi X secolo i Vichinghi o Norreni si insediarono nella penisola di Cherbourg e nell'area del basso corso della Senna, attorno a Rouen (che poi divennero la Normandia), mentre il termine Armorica cadde in disuso.